# Stephen Chemlany
Stephen Kwelio Chemlany (née le 9 août 1982) est un athlète kényan, spécialiste des courses de fond.

## Biographie
Il se classe deuxième du Marathon de Berlin 2011 dans le temps de 2 h 7 min 55 s. Il est devancé lors de cette épreuve par son compatriote Patrick Makau qui établit un nouveau record du monde du marathon en 2 h 3 min 38 s. 
En 2014, Stephen Chemlany remporte la médaille d'argent des Jeux du Commonwealth, à Glasgow en Écosse, devancé par l'Australien Michael Shelley.

## Palmarès
| Date | Compétition          | Lieu    | Résultat | Épreuve  | Temps           |
| ---- | -------------------- | ------- | -------- | -------- | --------------- |
| 2011 | Marathon de Berlin   | Berlin  | 2e       | Marathon | 2 h 7 min 55 s  |
| 2011 | Marathon de Macao    | Macao   | 1er      | Marathon | 2 h 12 min 49 s |
| 2014 | Jeux du Commonwealth | Glasgow | 2e       | Marathon | 2 h 11 min 58 s |
| 2014 | Marathon de Séoul    | Séoul   | 2e       | Marathon | 2 h 6 min 24 s  |
| 2016 | Marathon de Paris    | Paris   | 3e       | Marathon | 2 h 7 min 37 s  |

## Records personnels
| Épreuve  | Performance     | Lieu  | Date         |
| -------- | --------------- | ----- | ------------ |
| Marathon | 2 h 06 min 24 s | Séoul | 16 mars 2014 |